# Confédération péruvio-bolivienne
1836–1839
La Confédération péruvio-bolivienne (en espagnol, et officiellement, Confederación Perú-Boliviana) était un État issu de la coalition, sur un pied d’égalité, de trois États : l’État nord-péruvien (es) (Estado Nor-Peruano), l’État sud-péruvien (es) (Estado Sud-Peruano), qui ne connaîtront tous deux qu’une existence éphémère, et l’État de Bolivie, ce dernier se présentant comme une république, sous le commandement suprême du maréchal bolivien Andrés de Santa Cruz, l’un des vainqueurs à la bataille d'Ayacucho. Santa Cruz assuma en 1836 la fonction de « Protecteur de la Confédération péruvio-bolivienne » (titre officiel du chef de l’État), après avoir été président de la République du Pérou (1827) et alors qu’il était aussi président de la République de Bolivie (1829-1839).
La Confédération eut une durée de vie de seulement trois ans. Quoique son début institutionnel soit à situer en 1837, date de l'adoption de sa constitution, elle fut de facto en vigueur à partir de 1836 — avec l'achèvement de la guerre entre Salaverry et Santa Cruz — jusqu’à 1839, c'est-à-dire jusqu’à la dissolution décidée par Agustín Gamarra à la suite de la guerre déclarée par le gouvernement du Chili, par la Confédération argentine et par les Péruviens opposés au dessein de Santa Cruz ; dès sa mise en place en effet, la Confédération était ressentie comme une menace par les milieux politiques influents des pays voisins, et le soutien qu'elle apportait aux dissidents chiliens et argentins en exil portèrent l’Argentine et le Chili à engager séparément la guerre contre la Confédération. L’Armée unie restauratrice, composée de troupes chiliennes et péruviennes sous le commandement du général Manuel Bulnes et du maréchal Agustín Gamarra, vainquit les forces de la Confédération péruvio-bolivienne lors de la bataille de Yungay, le 20 janvier 1839.

## Structure de la Confédération
Chaque État de la Confédération dispose d'une constitution et d'un gouvernement propres, l'ensemble étant supervisé par le maréchal Andrés de Santa Cruz qui prend le titre de Protecteur de la Confédération tout en conservant sa position de Président de la Bolivie.
- Bolivie
  - Vice-président : Général José Miguel de Velasco

- Pérou du Nord (es)
  - Président : Général Luis Orbegoso du 21 août 1837 au 30 juillet 1838, date à laquelle il se déclare en sécession, mais continue à occuper provisoirement ses fonctions jusqu'au 1er septembre.
  - Président : Général José de la Riva-Agüero y Osma du 1er août 1838 au 24 janvier 1839.

- Pérou du Sud (es)
  - Président : Général Ramón Herrera Rodado (es) du 17 septembre 1837 au 12 octobre 1838.
  - Président : Juan Pío de Tristán y Moscoso du 12 octobre 1838 au 23 février 1839.

## Division administrative

Division en départements.

Chaque État est subdivisé en départements.
|                                                                                 |                                                                              | |
| Pérou du Nord                                                                   | Pérou du Sud                                                                 | Bolivie |
| 1. Amazonas (es) 2. Huaylas (es) 3. Lima (es) 4. Junín (es) 5. La Libertad (es) | 1. Arequipa (es) 2. Ayacucho (es) 3. Cuzco (es) 4. Litoral (es) 5. Puno (es) | 1. Cochabamba (es) 2. Chuquisaca (es) 3. La Paz (es) 4. Oruro (es) 5. Potosí (es) 6. Santa Cruz (es) 7. Tarija (es) |